# Cairn de Gavrinis
El cairn de Gavrinis es un importante cairn (túmulo de piedras neolítico) francés localizado en la pequeña isla de Gavrinis, perteneciente a la comuna de Larmor-Baden, en el departamento de Morbihan (región de Bretaña).
Gavrinis es un ejemplo destacado del megalitismo tardío europeo y está catalogado desde el 19 de julio de 1901 como monumento histórico de Francia.

## Situación geográfica

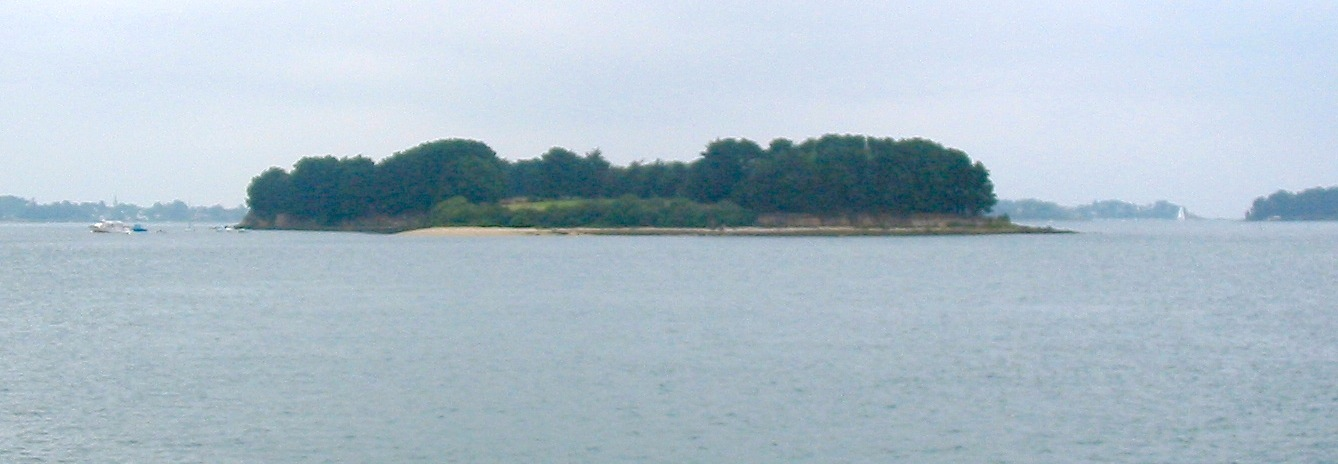
La pequeña isla de Gavrinis

El cairn de Gavrinis se encuentra en la pequeña isla de Gavrinis, situada en la parte central del golfo de Morbihan, de apenas 0,30 km² y 700 m de longitud y una anchura máxima de 400 m. Está cerca de las comunas de Arzon y de Locmariaquer, muy cerca de la costa, ya que unos minutos de barco son suficientes para llegar a ella.
El propio cairn se encuentra en el extremo sur de Gavrinis y un pontón proporciona un fácil acceso.

## Historia
En el momento de su construcción, ca. 3500 a. C., la isla todavía estaba unida al continente. Su construcción es relativamente tardía en el mundo del megalitismo. Su uso cesó en 3500 a. C.. Las estructuras ligeras de madera que se levantaron delante de la fachada fueron incendiadas e inmediatamente cubiertas con una masa de piedra que condenó la entrada. Se agregó una capa de arena para convertir este cairn monumental en un montículo ciego.

### Descubrimiento
La primera descripción relativamente precisa de Gavrinis se debe al canónigo Joseph Mahé. En su Essai sur les Antiquités du Morbihan [Ensayo sobre la Antigüedades de Morbihan] en 1825, evocó sumariamente las ruinas de la iglesia e insistió más en el cairn.
En 1801, el monasterio, la iglesia y el recinto de Gavrinis se vendieron al doctor Cauzique, entonces alcalde de Crach. Este último, un hombre interesado en la agricultura, se comprometió en 1829 a limpiar la tierra para establecer granjas allí. Destruyó así los últimos restos del monasterio, pero al mismo tiempo despejó el montículo. Así, accidentalmente descubrió en 1832, en el fondo del cráter, una anfractuosidad que llevaba a la cámara del dolmen.

### Excavaciones y restauraciones
Las primeras excavaciones conocidas datan de 1835 con el despeje del dolmen interno. El inspector de monumentos históricos Prosper Mérimée, llegado ese año, mientras el despeje estaba en marcha, describió las trazas de la actividad artística en sus Notes d'un voyage dans l'Ouest de la France:

Lo que distingue al monumento de Gavrinis de todos los dólmenes que he visto, es que casi todas las piedras que componen sus paredes están esculpidas y cubiertas con dibujos bizarros. Son curvas, líneas rectas, rotas, trazadas y combinadas de cientos de formas diferentes... Entre una multitud de trazos... se distinguen un pequeño número que por su regularidad y su disposición singular podrían parecerse a caracteres de escritura... Hay incluso chevrones, zigzags y otros trazos imposibles de describir.
Ce qui distingue le monument de Gavrinis de tous les dolmens que j’ai vus, c’est que presque toutes les pierres composant ses parois sont sculptées et couvertes de dessins bizarres. Ce sont des courbes, des lignes droites, brisées, tracées et combinées de cent manières différentes... Parmi une multitude de traits... on en distingue un petit nombre que leur régularité et leur disposition singulière pourraient faire ressembler à des caractères d'écriture... Il y a encore des chevrons, des zigzags et bien d'autres traits impossibles à décrire
Notes d'un voyage dans l'Ouest de la France (1836), Prosper Mérimée

Otras campañas de investigación fueron realizadas por los arqueólogos Gustave de Closmadeuc (1881-1884), Zacharie Le Rouzic (1925-1927) —que realizó el trabajo inicial de restauración en 1930— y finalmente por Charles-Tanguy Le Roux (1985-1995), antiguo director de las antigüedades bretonas, que lideró la puesta en valor del monumento en la década de 1980; en 2006, después de cuarenta años de arduo trabajo, admitió la esperanza de que una nueva generación de investigadores aclarase el significado o el propósito de esta realización. En 2013, el cairn se digitalizó completamente mediante láser, lo que permite una representación tridimensional de la tumba. Es el primer sitio megalítico en Francia en beneficiarse de esta técnica.
El departamento de Morbihan adquirió el monumento en 1961. Desde 1969, el Ministerio de Cultura y el Consejo General de Morbihan llevaron a cabo una serie de trabajos de restauraciones y excavaciones que han cambiado profundamente el conocimiento de este monumento. En 1984, los arqueólogos despejaron el lado oculto de las losas. Aparecieron entonces muchos grabados. Algunas de estas piedras parecen provenir de monumentos más antiguos que han sido reutilizadas. De hecho, los grabados que se encuentran en su superficie son de un estilo figurativo completamente diferente del que se encuentra en el interior del dolmen. El caso más espectacular es el de la losa que cubre la cámara cuya cara escondida está adornada con un bóvido, los cuernos de un caprino (posiblemente un uro y una cabra) y un motivo que se encuentra en otros monumentos de la región y cuyo significado es controvertido (a menudo se habla de «hache-charrue» (hacha-arado) o representación de cachalotes). Está emparentada con otras dos piedras, una de ellas parte de la cubierta de la Table des Marchand y la otro que cubre la cueva de Er Vingle, en Locmariaquer, distantes en línea recta unos 4 kilómetros del sitio. Charles-Tanguy Le Roux, arqueólogo jefe de las excavaciones, ha mostrado con sus estudios de las fracturas y las decoraciones que estas piezas formaban un menhir de 14 m de altura, sin duda muy alto y no lejos del gran menhir partido de Er Grah. Este menhir fue abatido y cortado para cubrir las tumbas.: 75 

## Descripción y arquitectura
En la terminología actual de los especialistas este monumento, que es uno de los más bellos y mejor conservados que ha sobrevivido, es un «dolmen de corredor largo y cámara sencilla», un tipo muy extendido en Bretaña entre 4500 y 3000 a. C.. Por la misma época, se construyeron logros comparables en Normandía, en el Poitou, y también en Irlanda, en Inglaterra y en la península ibérica. Probablemente destinado al culto a los muertos, esta construcción neolítica se considera «aujourd'hui par de nombreux archéologues comme l'un des plus beaux monuments mégalithiques au monde, par les gravures et le soin apporté à son édification» 
Este tipo de arquitectura es un ejemplo típico (aunque uno de los más grandes), de la arquitectura en piedra seca de la arquitectura neolítica hecha de mampostería seca: los muros de los paramentos estructuran la masa de piedras dispuestas en escamas de una parte y de la otra del dolmen interior, dibujando una construcción de grandes escalones regulares.
La masa de piedras está soportada internamente por un cierto número de «muros» que crean varios «corredores». El cairn, que recubre un gran dolmen, es casi circular (60 x 54 m), con una altura de 8 m. Consiste en paramentos cuidadosamente montados y que contrastan con el interior del cairn formado por un amontonamiento de piedras de diferentes tamaños. La superficie muestra zonas alteradas por extracciones de piedras, antiguas o medievales. Representa un volumen de 5000 m3, correspondiente si se tienen en cuenta los vacíos, a un empedramiento de una superficie equivalente a tres o cuatro veces la de la isla. Los arqueólogos han estimado que su construcción ha necesitado «environ 100 000 journées de travail (soit à peu près trois ans pour une centaine de personnes» [unas 100000 jornadas de trabajo (casi unos tres años de trabajo de un centenar de personas].: 53  Casi todos sus manpuestos, en granito claro de grano fino, corresponden a la naturaleza del substrato local. Sus aristas muestran que, en su mayoría, se extrajeron en superficie en lugar de extraerse en canteras.
El corredor tiene una longitud de 11,80 m Su anchura, de 0,8 m, y su altura, de alrededor de 1,5 m, permanecen aproximadamente constantes de punta a punta, si no es por un estrangulamiento leve en la mitad de la longitud.: 47  Sus paredes están compuestas por 29 ortostatos, la mayoría en granito claro de grano fino, que corresponden a las facies que se pueden observar alrededor de la isla actual. 15 ortostatos, dos de los cuales son de cuarzo, forman el lado noreste, y 14 el lado suroeste. 23 están decorados con grabados en su lado visible, con motivos a veces estilizados hasta la abstracción (escudos compuestos por arcos radiales, cayados, hachas, zig-zag y meandros). Solo tiene 9 losas de cubiertas que actúan como dinteles. El suelo losado del corredor, remodelado durante las excavaciones de 1881-1886, se eleva ligeramente desde la entrada hacia la cámara y reposa sobre un terraplén de 65 −100 cm de espesor formado por piedras y arena.
El corredor termina en una cámara funeraria simple, casi cuadrada, de 2,60 m de largo, 2,50 m de ancho y 1,80 m de alto. Todos los ortostatos están incrustados en una zanja de 40 cm de profundidad excavada en la roca y están decorados con diseños agujereados y grabados, incluso en las caras ocultas, lo que sugiere la reutilización de materiales más antiguos. Esta cámara, ubicada sensiblemente en el centro del cairn, está formada por seis ortostatos y una losa de cubierta. Este última en ortogneis es la losa bruta más importante del monumento. Con un peso de casi 17 toneladas, proviene de Locmariaquer, a 4 km de Gavrinis.
Los motivos grabados usan el principio del claroscuro, quizás realzado por pintura blanca y negra.
Las excavaciones de la explanada frente a la fachada del cairn revelaron un rastro de cenizas y ocho masas de carbón de madera identificadas como antiguas bases de pies de madera incediados erigidos. El despojo demostró que se tuvo que condenar abruptamente esta explanada porque se encontraron en particular un grupo de tres hachas pulidas (una en sílex y dos en dolerita) y dos montones de cascos. La fachada del cairn probablemente estaba provista con una construcción de madera que fue quemada alrededor del año 3500 a. C., luego recubierto con una capa de arena para formar un montículo anónimo.: 54 

Exterior del cairn
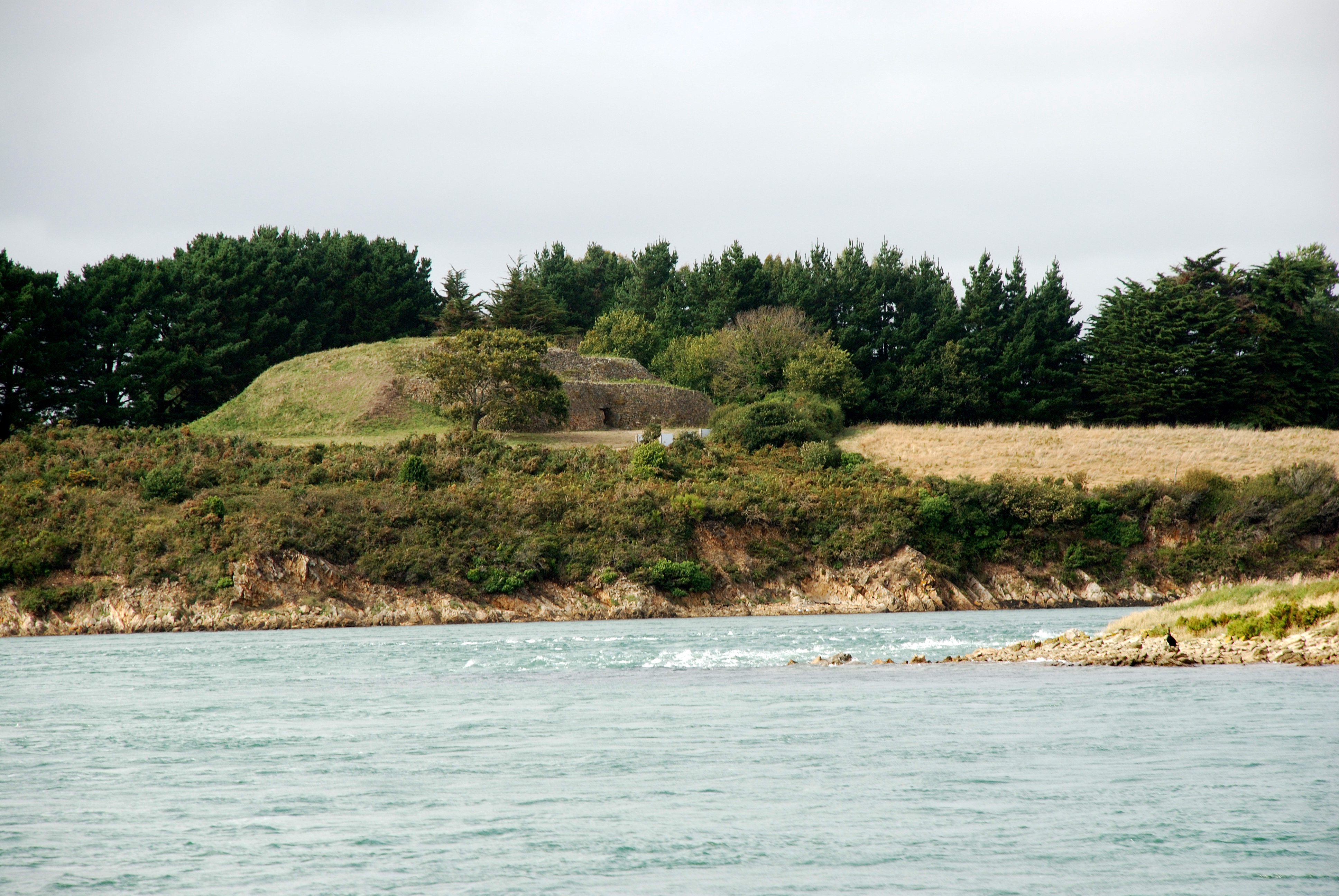
Cairn situado al sur de la isla
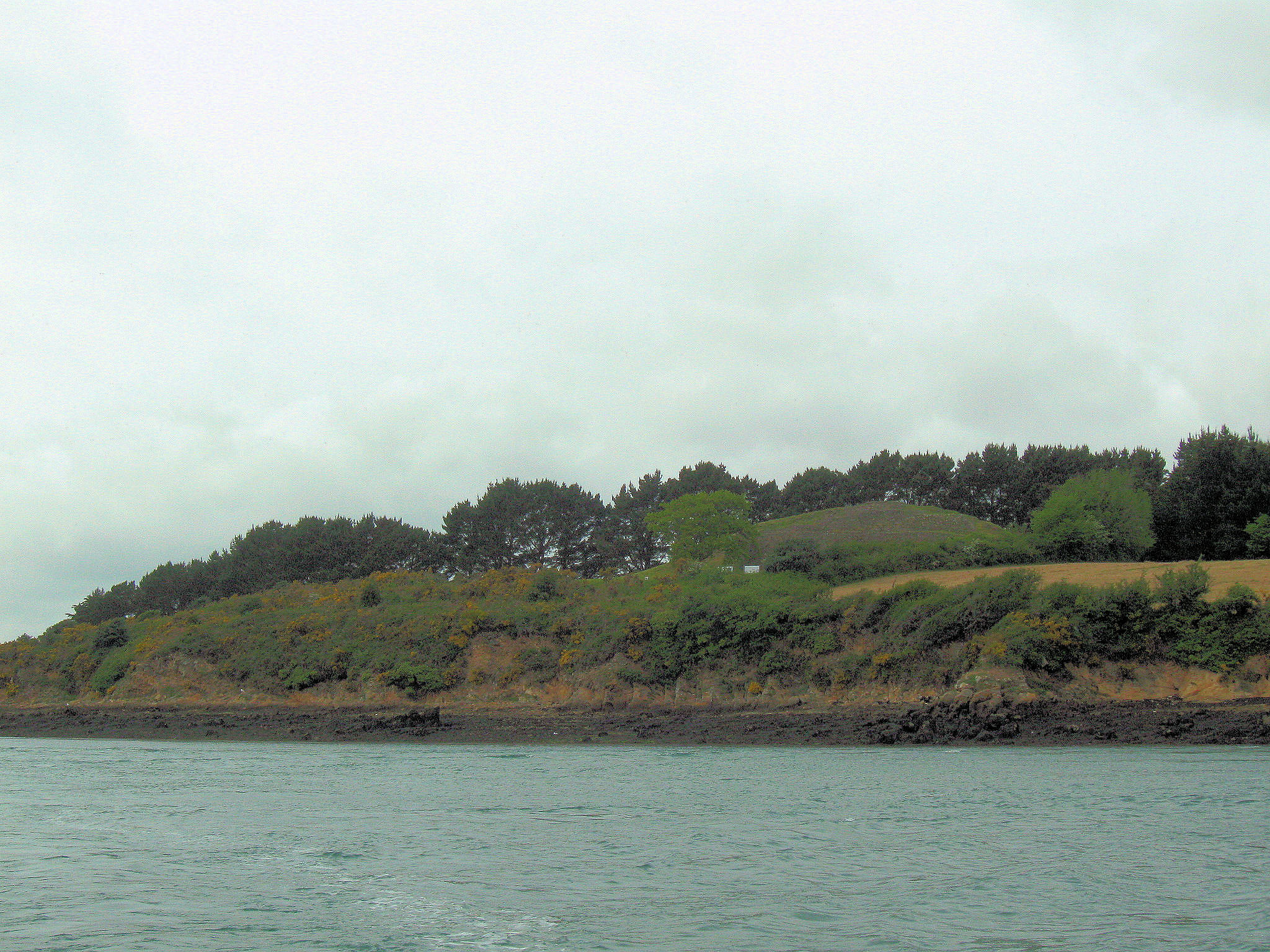
El cairn visto desde el mar
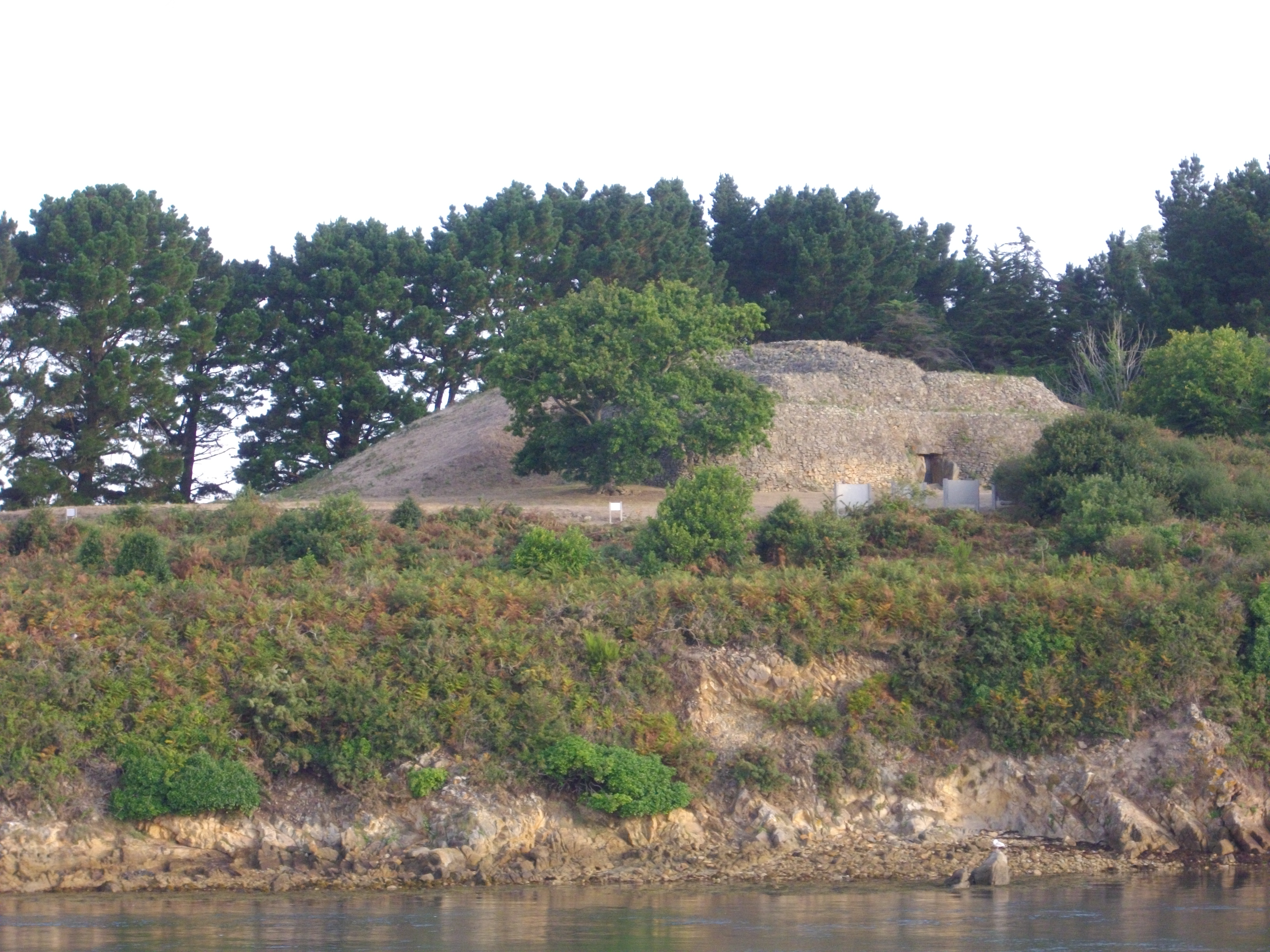
Vista más cercana
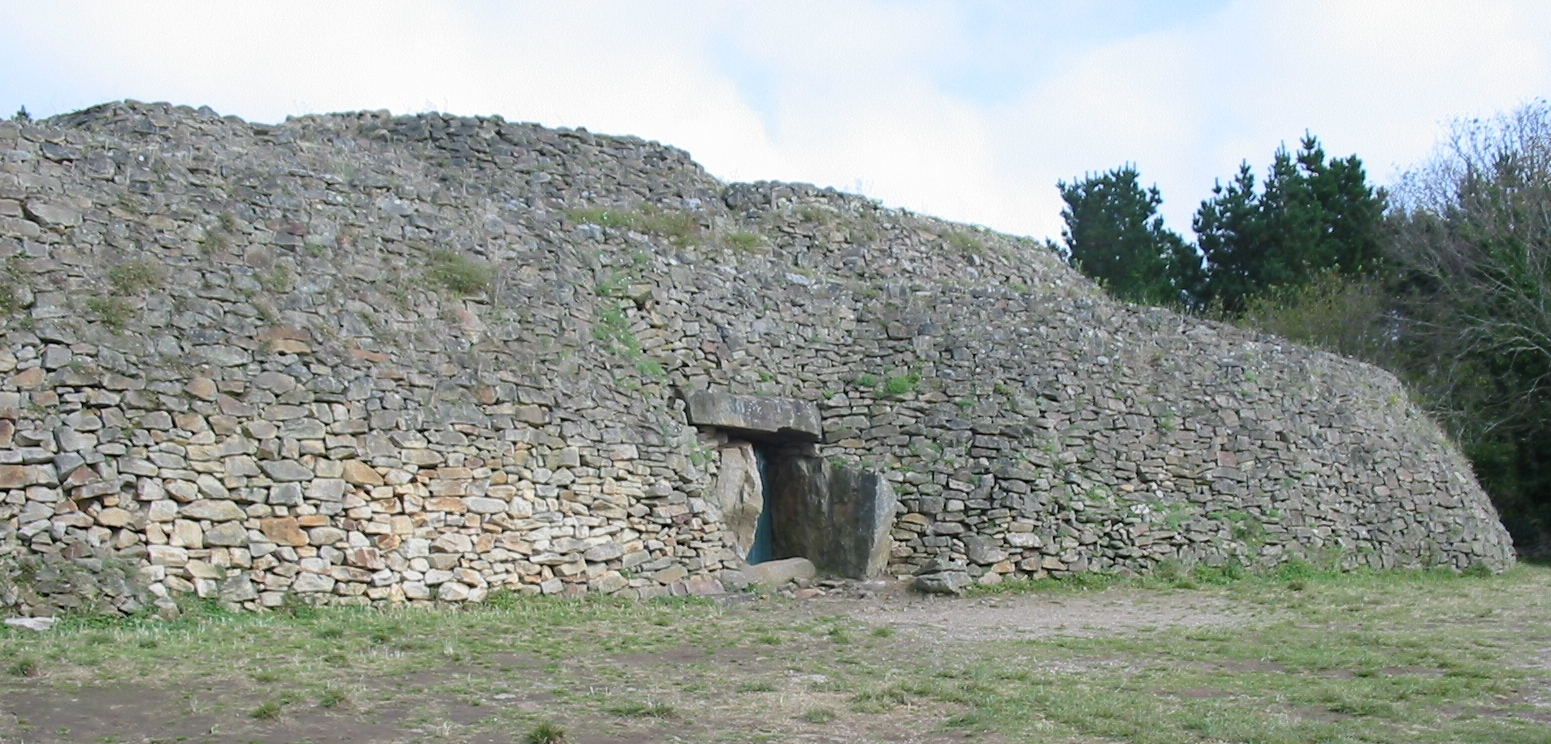
Entrada del cairn

Interior del cairn
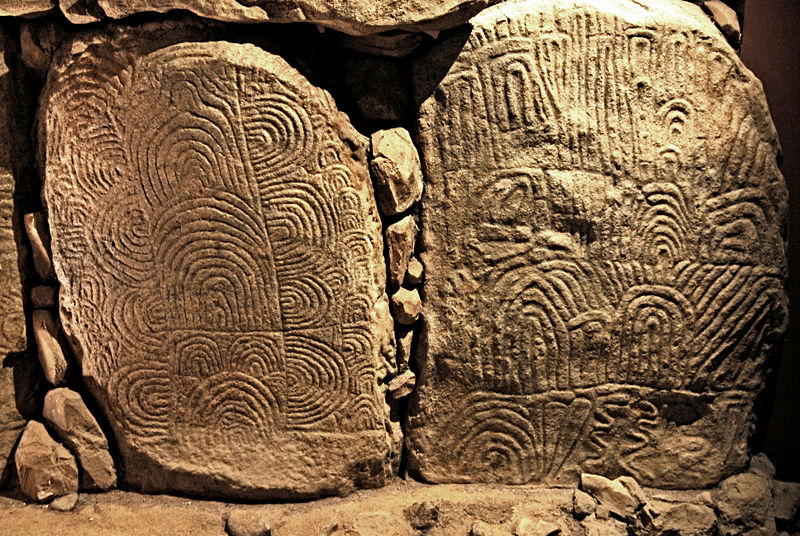
Paredes grabadas de tazas, círculos, espirales, dos hachas apuntan hacia abajo
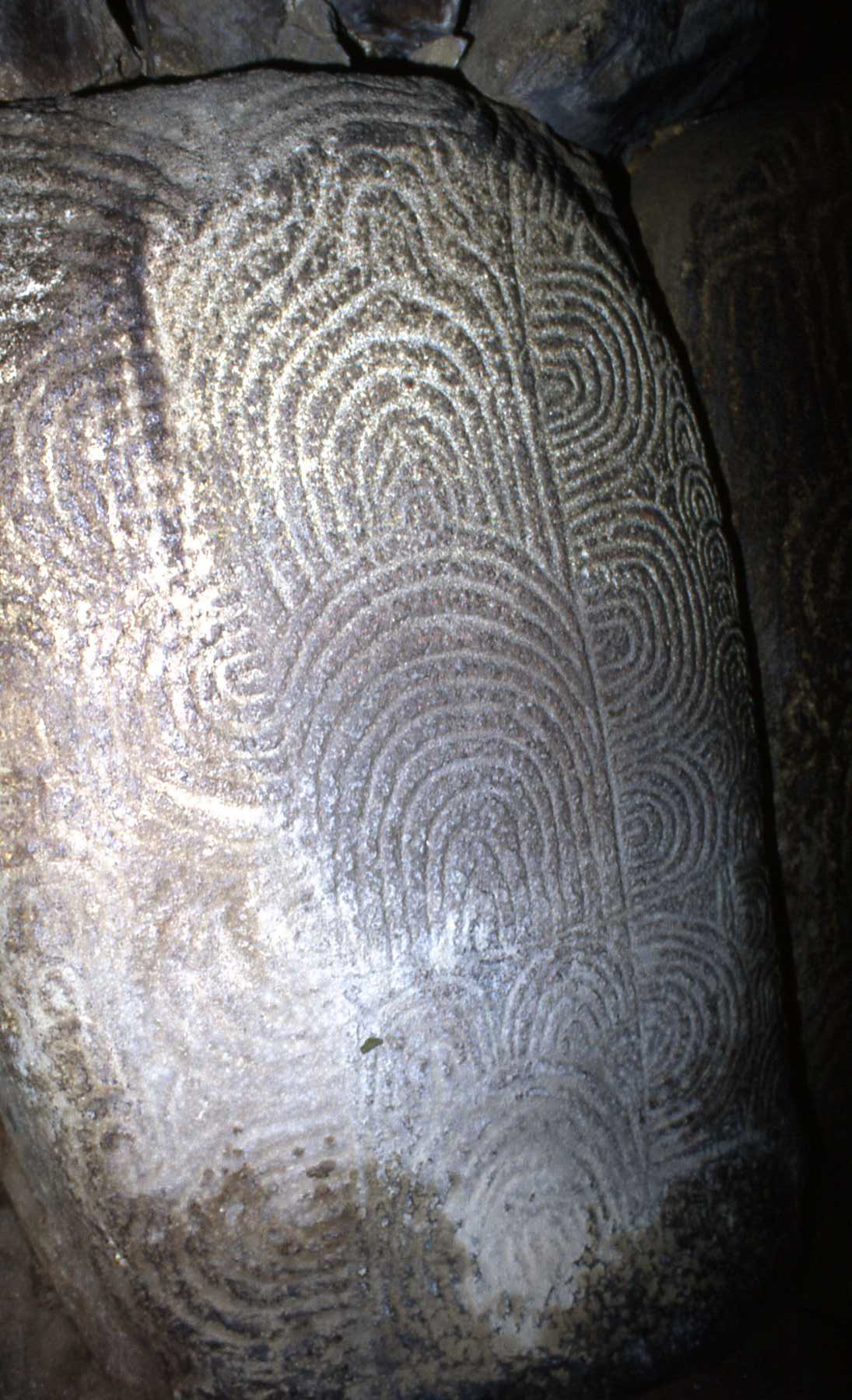
Ortostato grabado con círculos radiales o puntiagudos, motivos que se pueden leer como una estilización de las ondas de las olas con aristas agudas
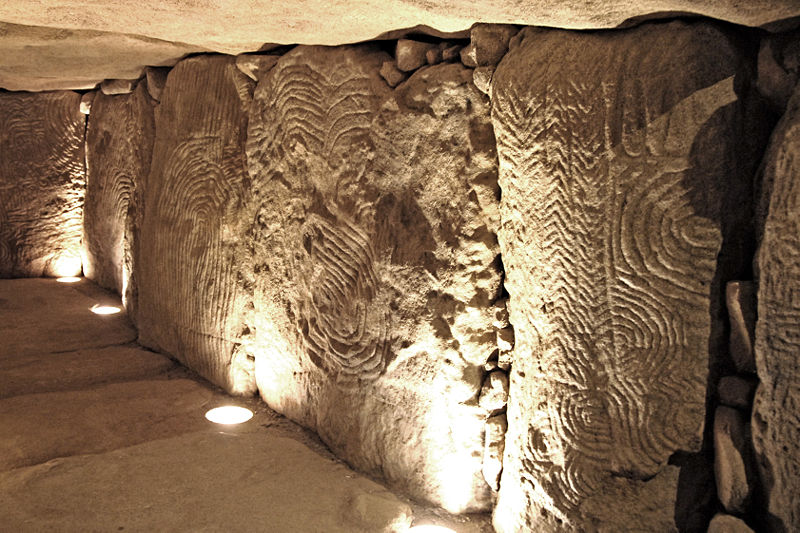
Las espirales podrían evocar serpientes paradas sobre sus colas, el significado de los chevrons se nos escapa
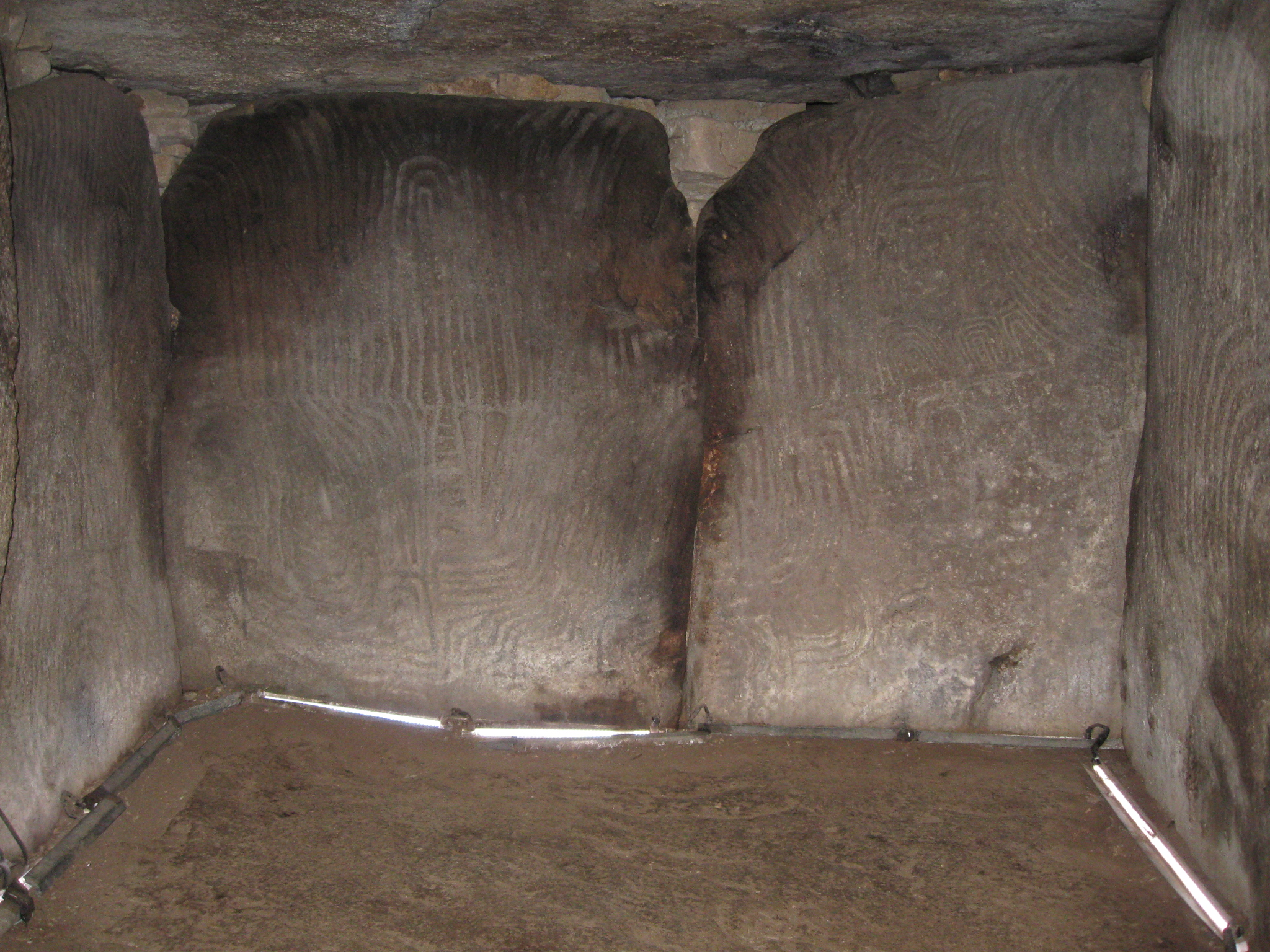
Cámara final

## Gavrinis y las teorías pseudocientíficas
Visitando la piedra n.° 1 en la entrada del corredor desde el lado izquierdo de la entrada de la sala, se encuentra la orientación de la salida del Sol en el solsticio de invierno. El eje del corredor está sin embargo orientado hacia la salida de la Luna la más austral en su máxima declinación. Estas líneas solares y lunares se cruzan en la mitad del corredor, al nivel de la piedra n.º 7 (una de los raras que no se decoró). Una vez que este cristal de roca podría ser iluminado por el contacto con los rayos del Sol o la Luna.
En visitant la Pierre n° 1 à l'entrée du couloir depuis le côté gauche de l'entrée de la salle, on retrouve l'orientation du lever de Soleil au solstice d'hiver. L'axe du couloir est toutefois orienté vers le lever de Lune le plus austral à son maximum de déclinaison. Ces lignes solaires et lunaires se coupent à mi-chemin du couloir, au niveau de la Pierre n° 7 (l'une des rares à ne pas être décorée). Jadis ce cristal de roche pouvait s'illuminer au contact des rayons du Soleil ou de la Lune.
Le langage des étoiles. Un guide illustré des mystères célestes, Geoffrey Cornelius y Paul Devereux (1996)

Los pseudocientíficos han analizado este lugar y han estimado que los grabados en espiral también tendrían relación con el número de días en un año, o incluso con el número π o con la latitud precisa de la isla donde se encuentra el monumento, incluso aunque que se habría construido hace miles de años, en tiempos prehistóricos. 

## Gavrinis y el arte
- Los grabados del cairn de Gravinis influyeron fuertemente en el trabajo del pintor Jean-Claude Bédard.[17]

## Visita
La visita guiada al cairn se realiza tomando un bote desde la cala de Pen Lannic en la comuna de Larmor-Baden (Morbihan) o de Port-Navalo Arzon). Además del descubrimiento de un monumento excepcional, el sitio ofrece a los visitantes un panorama único en el golfo de Morbihan.
Se puede visitar una réplica en el museo de la necrópolis megalítica de Bougon en Deux-Sèvres.